# Трајко Стојковски
Трајко Стојковски - Бузо (Куманово, 10. јануар 1923 — Скопље, 14. октобар 2005), учесник Народноослободилачке борбе, официр ЈНА, друштвено-политички радник СР Македоније и народни херој Југославије.

## Биографија
Рођен је 10. јануара 1923. године у Куманову, у сиромашној радничкој породици. После завршетка основне школе, радио је као слуга и хонорарно на разним пословима. Веома млад се прикључио револуционарном радничком покрету.
После капитулације Краљевине Југославије, био је активан у омладинској групи која је успела да дође до пушака, које је чувала за дизање устанка. Због ове акције, био је примљен у Савез комунистичке омладине Југославије. Следеће две године радио је међу омладином. Бугарска полиција му је до 1943. године ушла у траг и он је морао да се удаљи из града.
Јуна 1943. године, ступио је у Кумановски партизански одред, где је постао пушкомитраљезац. Децембра 1943. године, истакао се у борби против четника Драже Михаиловића на Дренику. Одред је био опкољен, али је Трајко својим пушкомитраљезом успео да избаци из строја велик број непријатеља, што је омогућило пробој обруча. Након тога је командант одреда, Христијан Тодоровски Карпош, пред стројем похвалио Трајка за овај подвиг.
Пошто се био истакао и у борби на Лисцу, била му је поверена команда над четом, а затим и батаљоном. Уочи ослобођења, постављен је за команданта Седме македонске бригаде. Као командант ове бригаде, он је у сарадњи са Трећом бригадом у борбама за ослобођење Скопља, спречио Немце да поруше мостове на Вардару.
После завршетка рата, завршио је Војну школу при Врховном штабу. До 1951. године био је на разним дужностима у Југословенској армији. После тога прешао је на рад у Државни секретаријат унутрашњих послова, а 1959. године је пензионисан.
Умро је 14. октобра 2005. године у Скопљу.
Носилац је Партизанске споменице 1941. и више југословенских одликовања. Орденом народног хероја одликован је 20. децембра 1951. године.